# سن ژرمن، پورتوریکو
سن ژرمن (به انگلیسی: San Germán) یک منطقهٔ مسکونی در ایالات متحده آمریکا است که در پورتوریکو واقع شده‌است.
 سن ژرمن ۱۴۱٫۱۸ کیلومتر مربع مساحت و ۳۵٬۵۲۷ نفر جمعیت دارد و ۱۶۰٫۹۴ متر بالاتر از سطح دریا واقع شده‌است.